# Матильда (фільм, 2017)
«Матильда» (рос. «Матильда») — російський історичний художній фільм-драма режисера Олексія Учителя. Фільм викликав бурхливу реакцію російської суспільства та церкви. Російська прем'єра відбулася 25 жовтня 2017 року.

## Сюжет
В основі сюжету — доля балерини Матильди Кшесинської та її відносини з цесаревичем Миколою Олександровичем, майбутнім останнім російським імператором Миколою II.

## У ролях
- Михалина Ольшанська — Матильда Кшесинська
- Ларс Айдінгер — імператор Микола II
- Луїза Вольфрам — імператриця Олександра Федорівна
- Данило Козловський — граф Воронцов
- Інгеборга Дапкунайте —  імператриця Марія Федорівна
- Сергій Гармаш —  імператор Олександр III
- Євген Миронов — Іван Карлович, директор Імператорських театрів
- Григорій Добригін — великий князь Андрій Володимирович
- Галина Тюніна — Марія Павлівна, дружина князя Володимира
- Віталій Коваленко — великий князь Володимир Олександрович
- Віталій Кіщенко — Власов, начальник розшукової поліції

## Цікаві факти
- Протоієрей російської православної церкви Всеволод Чаплін заявив, що якщо покажуть «Матильду» — Росія загине[3].

## Кримінальні провокації проти знімальної групи
31 серпня 2017 року у Санкт-Петербурзі в приміщення, у якому знаходиться студія режисера Олексія Учителя, було кинуто пляшки з запальною сумішшю. Відкрито кримінальне провадження.